# Oizé
Oizé ist eine französische Gemeinde mit 1.325 Einwohnern (Stand 1. Januar 2022) im Département Sarthe in der Region Pays de la Loire. Sie gehört zum Arrondissement La Flèche und zum Kanton Le Lude (bis 2015: Kanton Pontvallain). Die Bewohner nennen sich Oizéens.

## Geographie
Oizé liegt etwa 16 Kilometer südsüdwestlich von Le Mans am Flüsschen Fessard, das zur Sarthe entwässert. Umgeben wird Oizé von den Nachbargemeinden Cérans-Foulletourte im Norden und Nordwesten, Yvré-le-Pôlin im Osten und Nordosten, Requeil im Osten und Südosten, Mansigné im Süden, Saint-Jean-de-la-Motte im Südwesten sowie La Fontaine-Saint-Martin im Westen und Südwesten.

## Bevölkerungsentwicklung
| 1962                      | 1968 | 1975 | 1982 | 1990 | 1999 | 2006 | 2013 |
| ------------------------- | ---- | ---- | ---- | ---- | ---- | ---- | ---- |
| 641                       | 602  | 644  | 714  | 714  | 736  | 997  | 1335 |
| Quelle: Cassini und INSEE |      |      |      |      |      |      |      |

## Sehenswürdigkeiten
- Kirche Saint-Hilaire aus dem 12./13. Jahrhundert, Umbauten aus dem 17. und 20. Jahrhundert, Monument historique
- frühere Priorei Sainte-Marie-Madeleine, Monument historique seit 1989
- Burgruine Le Bouchet aux Corneilles
- Schloss Montaupin aus dem 13. Jahrhundert, Umbauten aus dem 18. Jahrhundert

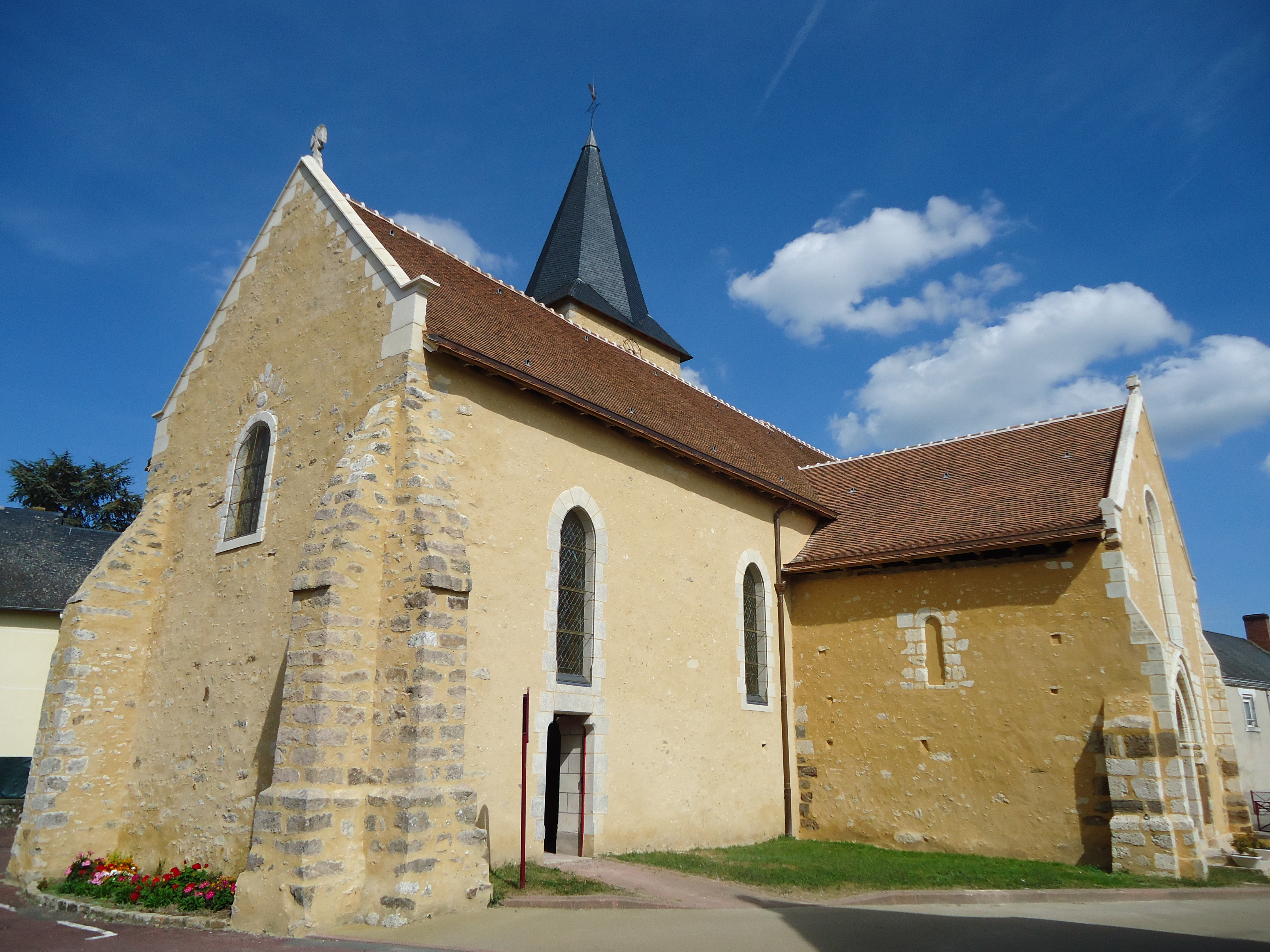
Kirche Saint-Hilaire
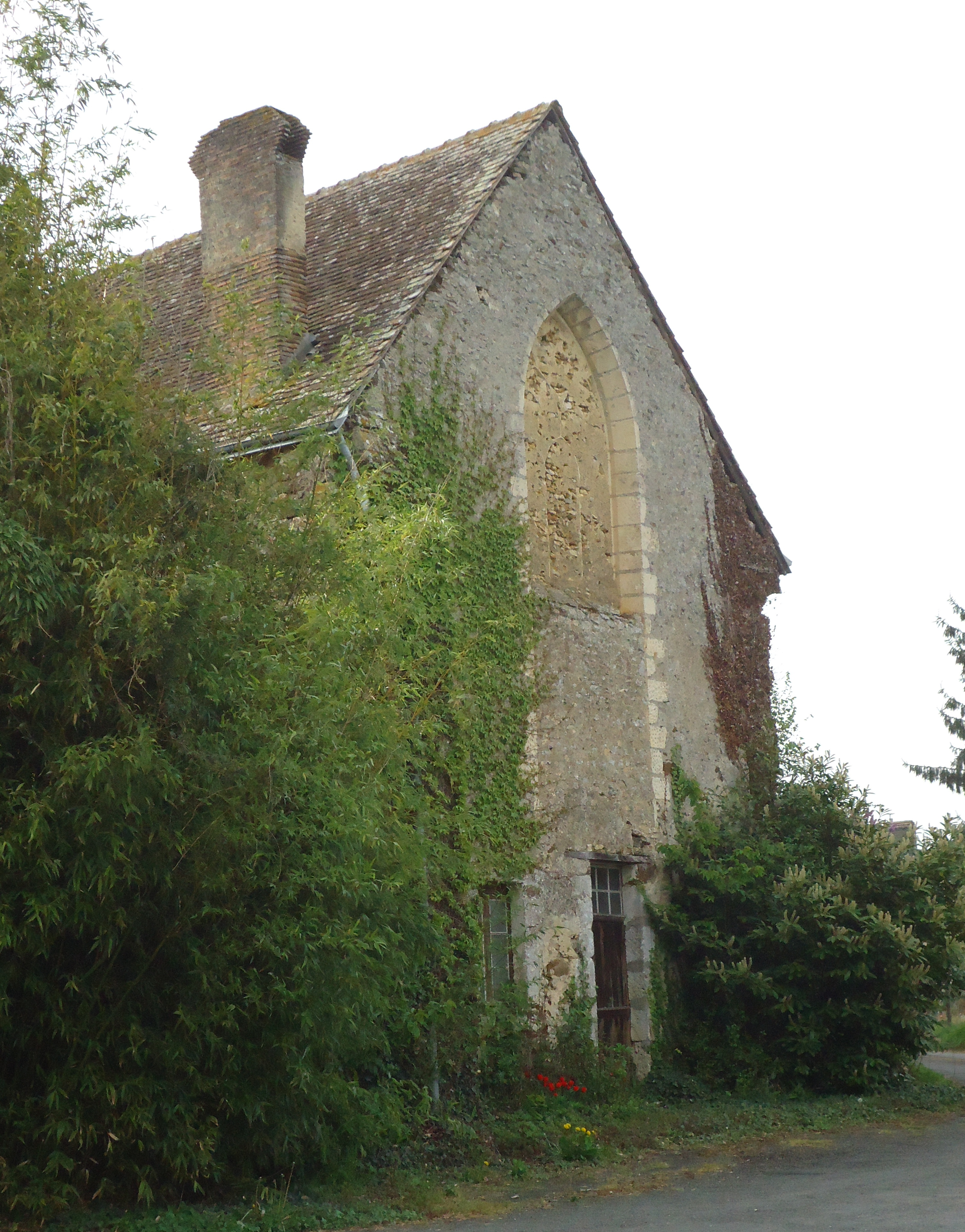
Priorei Sainte-Marie-Madeleine
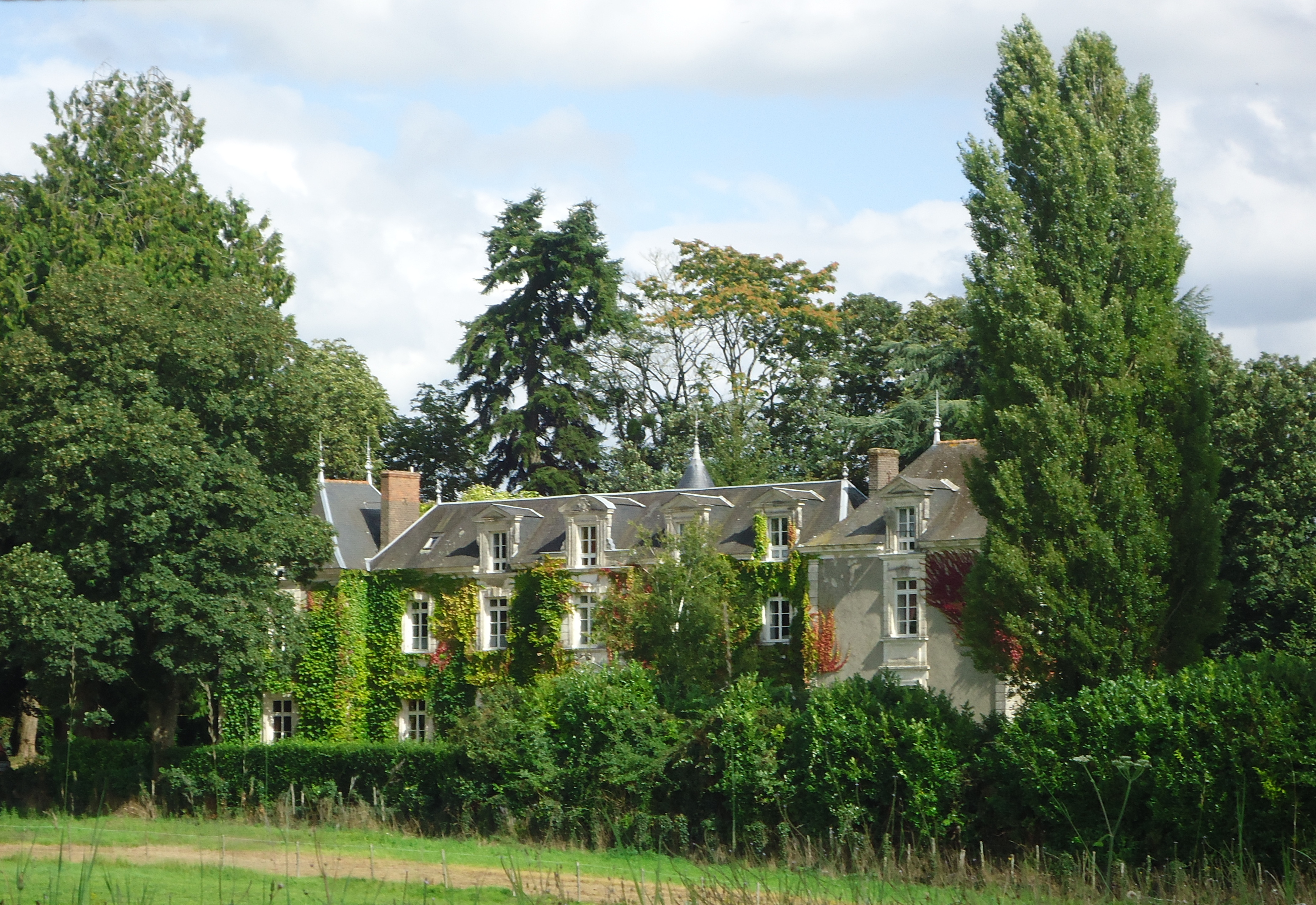
Schloss Montaupin

## Persönlichkeiten
- Marin Mersenne (1588–1648), Theologe, Philosoph, Mathematiker und Musiktheoretiker

## Gemeindepartnerschaft
Mit der deutschen Gemeinde Visbek in Niedersachsen besteht seit 1988 (über den früheren Kanton Pontvallain) eine Partnerschaft.